# Gojače
Gojače falu Szlovéniában, a Goriška statisztikai régióban, a Vipava-völgyben. Közigazgatásilag Ajdovščinához tartozik.
A falu templomát Szent Jusztusz tiszteletére emelték és Črniče település egyházközségéhez tartozik. A templom falain a szlovén barokk festő, Anton Cebej freskói láthatóak.

## Fordítás
- Ez a szócikk részben vagy egészben  a   Gojače című angol Wikipédia-szócikk ezen változatának fordításán alapul.  Az eredeti cikk szerkesztőit annak laptörténete sorolja fel. Ez a jelzés csupán a megfogalmazás eredetét és a szerzői jogokat jelzi, nem szolgál a cikkben szereplő információk forrásmegjelöléseként.